# Eucalyptus suberea
Eucalyptus suberea är en myrtenväxtart som beskrevs av Murray Ian Hill Brooker och S. Hopper. Eucalyptus suberea ingår i släktet Eucalyptus och familjen myrtenväxter. Inga underarter finns listade i Catalogue of Life.